# Рјола Сардо
Рјола Сардо (итал. Riola Sardo) је насеље у Италији у округу Ористано, региону Сардинија.
Према процени из 2011. у насељу је живело 2033 становника. Насеље се налази на надморској висини од 7 м.

## Становништво
Према резултатима пописа становништва 2011. у општини је живело 2.146 становника.
| 1931. | 1936. | 1951. | 1961. | 1971. | 1981. | 1991. | 2001. | 2011. |
| ----- | ----- | ----- | ----- | ----- | ----- | ----- | ----- | ----- |
| 1.411 | 1.471 | 1.741 | 1.943 | 2.043 | 2.162 | 2.143 | 2.137 | 2.146 |